# 奥潟川
奥潟川（おくがたがわ）は、徳島県海部郡美波町を流れる二級河川である。

## 地理
美波町奥河内の水源より日和佐港（太平洋）に注ぐ。

## 流域の主な施設
- 日和佐道路
- 日和佐城

## 流域の自治体
徳島県
海部郡美波町